# Військовий збір в Україні
Військо́вий збір чи пода́ток був запроваджений в Україні з початком російської збройної агресії в 2014 році. Станом на 2024 рік складає 5%. Платниками військового збору є фізичні особи-резиденти, які отримують доходи, як в Україні, так і за її межами, фізичні особи – нерезиденти, які отримують доходи в Україні, а також податкові агенти.

## Історія
До 2024 року податок на дохід був у розмірі 1,5%. 
З 3 серпня 2014 року набрав чинності Закон України від 31 липня 2014 року № 1621 "Про внесення змін до Податкового кодексу і державного бюджету" України, якими зокрема, тимчасово встановлено військовий збір.
Разом із «військовим збором», для збільшення прибуткової частини бюджету, істотно збільшені рентні ставки на видобуток вуглеводнів і руд, підвищено акцизи на сигарети без фільтра, скасовані пільги з оподаткування прибутку від операцій з цінними паперами та в готельному бізнесі.
З серпня по грудень 2014 року платники спрямували на підтримку української армії 2,5 млрд гривень.
Надходження військового збору до державного бюджету України у 2015 році – 9,153 млрд ₴.
Надходження військового збору до державного бюджету України у 2016 році – 11,457 млрд ₴.
Надходження військового збору до державного бюджету України у 2017 році – 15,067 млрд ₴.
Протягом січня-серпня 2018 року громадяни України сплатили до державного бюджету 11,8 млрд гривень військового збору.
Надходження військового збору до державного бюджету України у 2019 році – 10,4 млрд ₴ у І півріччі.
Надходження військового збору до державного бюджету України у 2020 році – 21,2 млрд ₴ на 02.12.2020.